# オルノス島

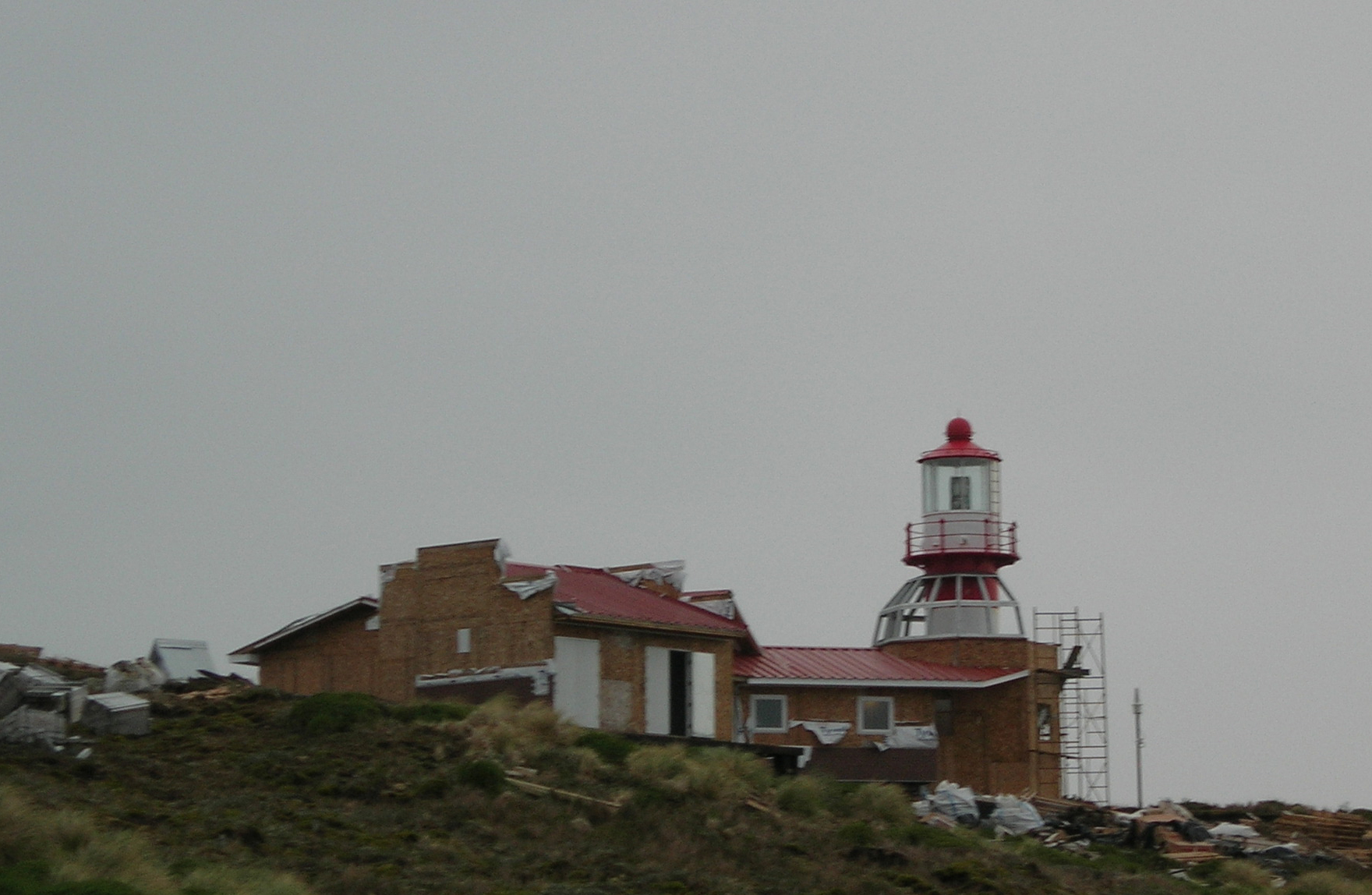
オルノス島灯台

オルノス島（Isla Hornos）は、チリ南部の島。ティエラ・デル・フエゴに属するエルミテ諸島の最南に位置し、南アメリカの最南端とされるホーン岬がある。南にはドレーク海峡を挟んで約650キロメートル先に南極大陸がある。

## 概要
南アメリカの最南部にあるティエラ・デル・フエゴ（フエゴ諸島）の一部で位置は南緯55度57分、西経67度16分。チリのプンタ・アレーナスの100キロメートル南に位置する。カボ・デ・オルノス郡に属する。
人口は4人である。なお、6000年以上前に、ヤーガン人の先祖が住んでいた形跡がある。16世紀までは、このオルノス島が、人間が居住したことのある島の最南であった。
2つの灯台があり、1962年に1基、1992年にもう1基作られた。また、アホウドリの記念碑もある。
周辺のエルミテ諸島およびウォラストン諸島の島々とともにカボ・デ・オルノス国立公園に含まれる。